# Taipei Assassins
Die Taipei Assassins (kurz TPA) sind ein im März 2012 gegründetes E-Sport-Team aus Taiwan. Sie waren bis April 2016 in der Disziplin League of Legends aktiv und wurden vor allem durch den Sieg bei der Riot Season 2 World Championship (2012), dem mit zwei Millionen Dollar zum damaligen Zeitpunkt höchstdotierten E-Sport-Turnier aller Zeiten, bekannt.

## Geschichte

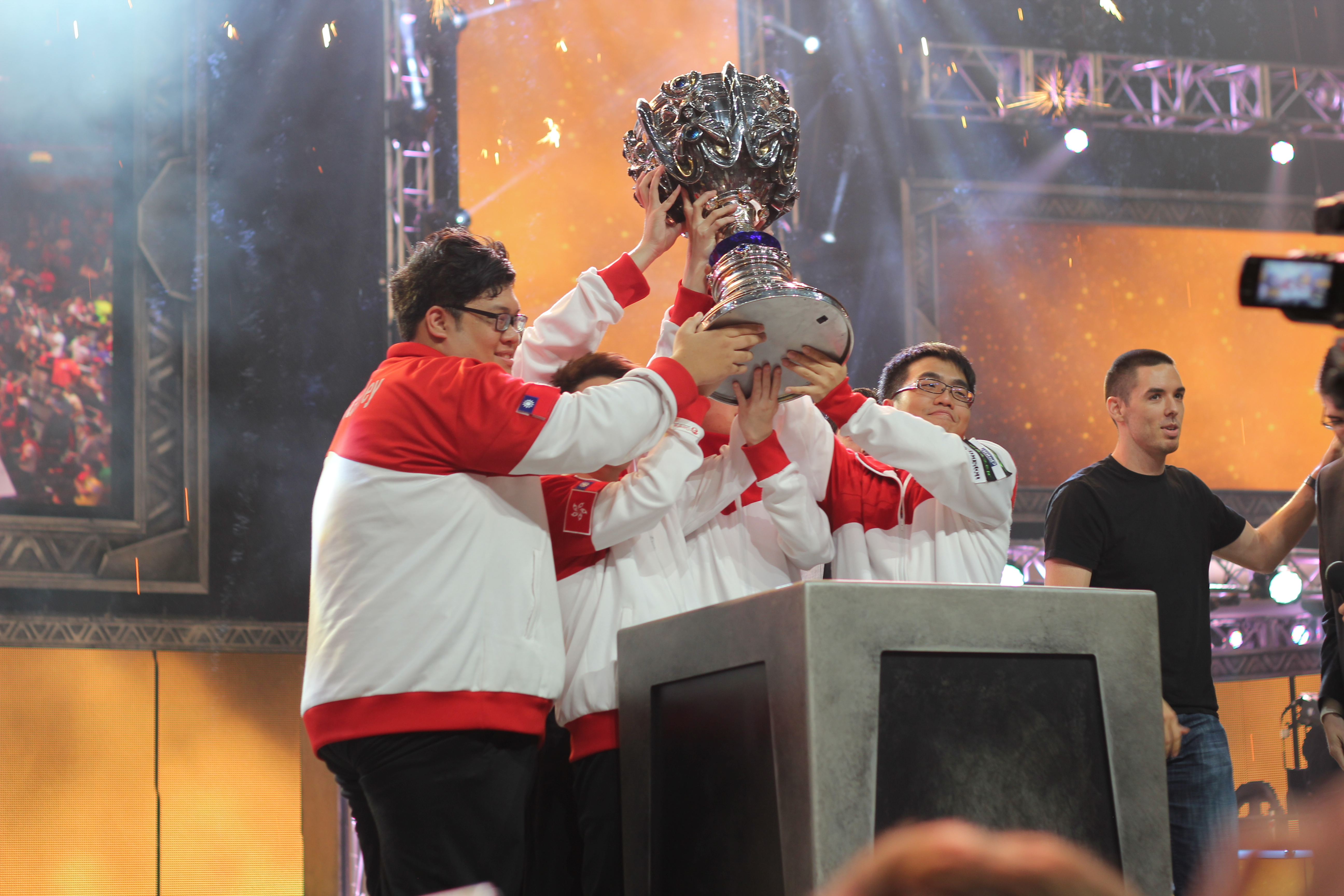
Taipei Assassins bei der Season 2 World Championship

Das Team wurde im März 2012 gegründet und ging aus dem Team For the Win hervor, das 2011 an den World Cyber Games teilnahm und dort den geteilten 9. Platz belegte. Im September 2012 qualifizierte sich das Team über die Taiwanese Regional Finals für die Riot Season 2 World Championship. Bei ihrem erst zweiten Turnier außerhalb Asiens gewannen die Taipei Assassins etwas überraschend den Hauptpreis von einer Million Dollar. Das Turnier wurde weltweit von mehreren Millionen Zuschauern per Livestream verfolgt.
Kurz darauf gewann das Team auch die erste Saison der südostasiatischen Profiliga (Garena Premier League – GPL) und belegte den dritten Platz auf der hochklassig besetzten IGN ProLeague Season 5, wo sie im Halbfinale dem europäischen Team von Fnatic unterlagen.
Während des Jahres 2013 wurden aus unterschiedlichen Gründen einige Spieler ausgetauscht, sodass von den fünf Spielern, die 2012 die Weltmeisterschaft gewannen, nur noch Cheng „bebe“ Bo-wei übrig blieb. Mit den Taipei Snipers wurde 2013 ein Schwesterteam gegründet. Das Medien-Unternehmen Azubu wurde im März 2013 Hauptsponsor beider Mannschaften.
Die Taipei Assassins gewannen im Frühling 2013 erneut die GPL; in der darauf folgenden Sommer-Season konnte allerdings nur noch der dritte Platz erreicht werden. Auch die Qualifikation für die Season-3-Weltmeisterschaft verpasste das Team und war somit nicht in der Lage den WM-Titel zu verteidigen. Mit den Erfolgen bei der GPL Winter-Season 2013/14 und der GPL Spring-Season 2014 zeigte das Team danach jedoch wieder aufsteigende Form. Auf internationalen Turnieren wie den IEM-Finals in Katowice und dem Riot Allstar-Invitational 2014 in Paris belegte das Team allerdings hintere Plätze.
Zwar gelang dem Team nach dem Gewinn einer weiteren GPL-Saison die Qualifikation für die Riot Season 4 World Championship, vor heimischem Publikum schied das Team allerdings als Gruppenletzter aus.
Im April 2016 wurde die Organisation vom Sänger Jay Chou gekauft und in J Gaming umbenannt.

## Spieler

### Ehemalige Spieler (Auswahl)
- Wang „Stanley“ June-Tsan (Top)
- Chen „Morning“ Kuan-ting (Top)
- Alex „Lilballz“ Sung (Jungle)
- Xue „DinTer“ Hong-wei (Jungle)
- Chen „Winds“ Peng-Nien (Jungle)
- Kurtis „Toyz“ Lau (Mid)
- Wong „Chawy“ Xing-Lei (Mid)
- Cheng „bebe“ Bo-wei (ADC)
- Kim „Lupin“ Do-Yeop (ADC)
- Chen „MiSTakE“ Hui-Chung (Support)
- Li „Jay“ Chieh (Support)

## Erfolge
| Datum     | Platz   | Turnier                                               | Preisgeld   |
| --------- | ------- | ----------------------------------------------------- | ----------- |
| Okt. 2012 | 1.      | Riot World Championship – Season 2                    | 1.000.000 $ |
| Nov. 2012 | 1.      | Garena Premier League – Season 1                      | 010.000 $   |
| Dez. 2012 | 3.      | IGN ProLeague – Season 5                              | 07.500 $    |
| Apr. 2013 | 1.      | Garena Premier League – Spring 2013                   | 050.000 $   |
| Aug. 2013 | 3.      | Garena Premier League – Summer 2013                   | 010.000 $   |
| Nov. 2013 | 5.–6.   | Intel Extreme Masters – Season VIII – Singapore       | 02.500 $    |
| Jan. 2014 | 1.      | Garena Premier League – Winter 2013/14                | 080.000 $   |
| März 2014 | 5.–6.   | Intel Extreme Masters – Season VIII Finals – Katowice | 08.500 $    |
| Apr. 2014 | 1.      | Garena Premier League – Spring 2014                   | 080.000 $   |
| Aug. 2014 | 1.      | Garena Premier League – Summer 2014                   | 080.000 $   |
| Sep. 2014 | 13.–16. | Riot World Championship – Season 4                    | 025.000 $   |
| Jan. 2015 | 2.      | Intel Extreme Masters – Season IX – Taipei            | 011.000 $   |
| Apr. 2015 | 3.      | LoL Masters Series – Spring 2015                      | 015.600 $   |
| Apr. 2016 | 4.      | LoL Masters Series – Spring 2016                      | 06.200 $    |